# RW Cephei
RW Cephei là một sao biến quang cực siêu khổng lồ trong chòm sao Tiên Vương, ở rìa của vùng H II Sharpless 132 và gần với cụm sao phân tán nhỏ là Berkeley 94. Là một trong những sao lớn nhất đã biết, bán kính của RW Cephei ước đạt 1.158 lần bán kính Mặt Trời (8,056 × 108 km; 5,37 AU), lớn hơn so bán trục chính của Sao Mộc (5,2 AU).
RW Cephei cũng là một sao biến quang nửa đều (SRd), có nghĩa là nó là sao khổng lồ hoặc sao siêu khổng lồ màu vàng biến thiên chậm. Phạm vi cấp sao thị giác là 6,0-7,3, trong khi phạm vi cấp sao nhiếp ảnh là 8,6-10,7. Danh lục sao biến quang tổng quát đưa ra chu kỳ khoảng 346 ngày, nhưng các nghiên cứu khác cho thấy chu kỳ khác nhau và chắc chắn có tính chu kỳ không mạnh.
Lớp quang phổ của nó được phân loại ban đầu là G8 và sau đó là M2, nhưng không rõ ràng là đã có sự biến thiên thực tế. Trong tập phổ MK đầu tiên năm 1943, nó được liệt kê là M0:Ia,  tiếp theo sau đó, vào năm 1950 thì RW Cep đã được liệt kê như là sao tiêu chuẩn cho loại phổ G8 Ia, sau đó vào năm 1981 như là sao tiêu chuẩn cho loại phổ K0 0-Ia. Dựa trên cùng một loại quang phổ, nó cũng được điều chỉnh như là sao tiêu chuẩn cho loại K2 0-Ia vào năm 1980. Các dải phân tử đặc trưng của sao loại M được nhìn thấy trong phổ hồng ngoại, nhưng không phải luôn luôn trong phổ quang học. Năm 2006 người ta xếp nó vào lớp quang phổ G8 - M2Ia-0.
Tương tự, nhiệt độ bề mặt của nó cũng không chắc chắn, với các cường độ kích thích trái ngược trong quang phổ. Sự phù hợp tương quan màu-nhiệt độ đơn giản cho nhiệt độ khoảng 3.749 K, trong khi sự phù hợp phổ đầy đủ cho nhiệt độ 5.018 K.
Khoảng cách đến RW Cephei đã được ước tính trên cơ sở độ sáng quang phổ của nó và được giả định là một thành viên của quần tụ Cepheus OB1 ở khoảng cách 3.500 parsec, phù hợp với thị sai từ phát hành dữ liệu 2 của Gaia.
Nhiệt độ là trung gian giữa các sao siêu khổng lồ đỏ và sao cực siêu khổng lồ vàng, và chính nó cũng thay đổi đáng kể, đã dẫn đến việc ngôi sao này được các nguồn tài liệu khác nhau coi như là một sao siêu khổng lồ đỏ hay là một sao cực siêu khổng lồ vàng.